# Eisenbahnunfall von Jamui
Der Eisenbahnunfall von Jamui wurde am 16. August 2001 durch entlaufene Güterwagen verursacht, die im Bahnhof Jamui in Bihar, in Indien, auf einen Personenzug prallten. Zehn Menschen starben.

## Ausgangslage
Der Unfall ereignete sich auf der Bahnstrecke Asansol Junction–Kiul Junction. Die Strecke weist vom Bahnhof Gidhaur zum Bahnhof Jamui ein erhebliches Gefälle auf. Wie sich anlässlich der Unfalluntersuchung herausstellte, überschritt dessen Gradient die Vorgabe für Hauptbahnen. Zwischen den beiden Bahnhöfen Gidhaur und Jamui, die etwa 15 km voneinander entfernt sind, liegt etwa auf der Hälfte der Strecke noch der Bahnhof Chaura (Bihar).
Im Bahnhof von Gidhaur stand ein Dienstzug der Indian Railways, der 15 vierachsige Güterwagen führte, die eine – sonst übliche – Vakuumbremse nicht aufwiesen. Die Wagen waren mit Gleisschotter beladen. Der Zug versperrte im Bahnhof den ebenerdigen Zugang für Reisende zu einem dahinter liegenden Bahnsteig – es gab dorthin allerdings auch einen Fußgängerüberweg. Wie sich anlässlich der Unfalluntersuchung herausstellte, war der Zug ohne Bremszettel unterwegs.
Im Bahnhof Chaura hielt der Zug 132, Muzaffarpur–Sealdah, der auf Gidhaur zu fuhr.

## Unfallhergang
Um den Reisenden den ebenerdigen Zugang zu dem durch den Schotter-Zug versperrten Bahnsteig zu ermöglichen, hängte ein Gepäckträger unter Mitwirkung des Lokomotivpersonals die letzten 11 Wagen ab, ohne diese zu sichern. Sie begannen im Gefälle wegzurollen. Vom Bahnhof Gidhaur darüber informiert, warnte das Bahnhofspersonal von Chaura die Lokomotivbesatzung des dort stehenden Zuges 132, Muzaffarpur–Sealdah. Diese fuhr ihren Zug daraufhin nach Jamui zurück, um ihn dort in einem Überholungsgleis in Sicherheit zu bringen, das dort zur Verfügung stand. Allerdings holten die entlaufenen Wagen den Zug in der Höhe des Einfahrsignals des Bahnhofs Jamui ein und trafen auf das Zugende.

## Folgen
Zehn Menschen starben, 19 wurden darüber hinaus verletzt. Die Toten hatten sich alle in zwei Wagen aufgehalten, die vollständig zertrümmert wurden.